# Portrait du maréchal de Villars
Le portrait du maréchal de Villars, maréchal de France (1653-1734) a été exécuté en 1704 par le peintre français Hyacinthe Rigaud pour répondre à la sollicitation du modèle.

## La commande
Le duc Claude Louis Hector, duc de Villars, maréchal de France (1653-1734) venait tout juste d’épouser, le 2 février 1702, Jeanne-Angélique Roque de Varangeville (v.1683-1763), dame des Menuls, dame du Palais de la Reine, fille de Pierre Roque, seigneur de Varengeville, ambassadeur de Venise et de Charlotte Angélique Courtin. Il avait également été fait maréchal de France la même année et venait tout juste de remporter la bataille d’Höchstädt ; autant de raisons de se faire portraiturer par celui qui eut le privilège de figurer son roi Louis XIV.

« C’était un assez grand homme brun, bien fait, devenu gros en vieillissant sans en être appesanti, avec une physionomie vive, ouverte, sortante, et véritablement un peu folle, à quoi la contenance et les gestes répondaient ; une ambition démesurée qui ne s’arrêtait pas pour les moyens ; une grande opinion de soi, qu’il n’a jamais guère communiquée qu’au Roi ; une galanterie dont l’écorce était toujours romanesque ; grande bassesse et grande souplesse auprès de qui le pouvait servir, étant lui-même incapable d’aimer ni de servir personne, ni d’aucune sorte de reconnaissance ; une valeur brillante, une grande activité, une audace sans pareille, et une effronterie qui soutenait tout et ne s’arrêtait pour rien, avec une fanfaronnerie poussée aux derniers excès, et qui ne le quittait jamais ; assez d’esprit pour imposer aux sots par sa propre confiance ; de la facilité à parler, mais avec une abondance et une continuité d’autant plus rebutante, que c’était toujours avec l’art de revenir à soi, de se vanter, de se louer, d’avoir tout prévu, tout conseillé, tout fait, sans jamais, tant qu’il put, en laisser de part à personne ; sous une magnificence de Gascon, une avarice extrême, une avidité de harpie qui lui a valu de monts d’or pillés haut à la main, et en faisant lui-même des plaisanteries [...]. »

« Villars ne manque pas d’esprit et c’est un homme fort courageux, mais il a quand même l’air braque, il fait d’horribles grimaces. Cet homme, c’est un roman vivant, outre qu’il est affreusement intéressé. » S’exprimait, quant à elle, la princesse Palatine dans une lettre à la duchesse de Hanovre (28 juillet 1707) lorsqu’elle décrit Claude-Louis-Hector de Villars (1653-1734), duc de Villars.

## Description
Le tableau est noté dans les livres de comptes du peintre à la date de 1704 contre 530 livres livres  ; prix qui correspond bien à une mise en scène jusqu’aux genoux. L’habillement et la posture semblent avoir été inventés pour l’occasion et servira durant les quarante années à venir comme « modèle » à bien d’autres effigies. Parmi celles-ci on peut noter le portrait de Louis Antoine de Pardaillan de Gondrin, duc d’Antin (v. 1708-1719), celui de Charles-Jérôme de Cisternay du Fay, capitaine aux gardes françaises (1712), avec quelques variantes dans les mains de Karl-Heinrich von Hyom, ambassadeur de Saxe (1715) et enfin de Joseph Wenzel, prince de Liechtenstein (1740). Mais il ne s’agit que des plus connues. D’autres militaires de haut rang souhaiteront que Rigaud s’inspire de la posture mais en y introduisant des changements pour éviter trop de ressemblances.
Villars est représenté à mi-corps, jusqu’aux genoux, la main gauche appuyée sur l’une de ses hanches et l’autre posée sur un bâton de commandement (ici fleurdelisé), lui-même posé sur un rocher. Dans le fond, en arrière-plan, se déroule un choc de cavalerie, probablement la bataille d’Höchstädt. Le modèle est vêtu de l’armure classique des militaires à cette époque. Le haut degré de finition et la précision des détails ne sont pas étonnant chez Rigaud. En effet, on connaît deux études de pièces d’armurerie exécutées par l’artiste et actuellement conservées en mains privées,. L’inventaire après décès de Rigaud mentionne également, au numéro 325, et comme légué à Hyacinthe Collin de Vermont, son filleul, « une Cuirasse de fer battu a froid avec ses brassards et son casque servant aussy à l’usage de la peinture, prisée la somme de vingt livres ». On retrouve ces accessoires dans la vente après décès dudit filleul, en 1771, sous le n° 20 du chapitre des modèles et figures : « Cinq pièces d’Armures de fer battu avec boutons & attaches de cuivre, savoir deux morceaux de Cuirasses devant & derrière, un Casque ou Heaume à charnière, & deux Epaulettes, aussi à charnière ». Le même catalogue atteste également, sous les numéros 106 à 113, « Huit toiles de 20. qui sont, Études de cuirasses, armures & draperies, peintes par Monsieur Rigaud ».
L’habillement du maréchal est agrémenté du large manteau bleu de pair de France, à doublure d’hermine, et sur lequel est brodée la grande croix de l’ordre du Saint-Esprit. On sait que Villars est nommé chevalier de l’ordre à la promotion du 2 février 1705. Or toutes les versions actuellement connues de la toile montrent cette distinction ce qui tendrait à prouver que le tableau ne fut achevé qu’après ; l’année 1704 témoignant peut-être de la commande ou du paiement. Plus probablement a-t-on rajouté par la suite la croix, comme il était de coutume à chaque nouvelle distinction, de même que le cordon bleu ceinturant le buste. Il en va de même pour l’écharpe rouge de l’ordre de la toison d’or d’Espagne, obtenue en 1713 « sans qu'on ait jamais su par où, et sans avoir eu aucun rapport de guerre ni d'affaires avec l'Espagne. […] La surprise de cette Toison fut universelle ». Le cordon est ici porté par Villars autour du cou, sur les versions tardives et sur la gravure de Pierre Drevet, en 1714.
En effet, un dessin, dans le même sens que la toile, mais sans toison d’or, pourrait correspondre à la feuille de Monmorency, réalisée dès 1707, et probablement destinée à la gravure réalisée plus tard. Les traces de mise au carreau plaident à cette faveur. La petite version léguée à l’ambassade de France à Stockholm par Lundberg pourrait constituer, quant à elle, un riccordo de la même composition, et qui aurait pu également aider le graveur.
C’est en 1714 que l’estampe de Pierre Drevet est réalisée, figurant la composition initiale de Rigaud, prise dans un cadre de pierre cintré dans sa partie supérieure, « chargé de trophées et d’inscriptions, etc. ajouté par le graveur sur un dessin d’une main étrangère, » selon Hulst.

## Copies et travaux
- « 1 de M. le maréchal de Villars pour [la ville de] Lion » pour 75 livres (1705)[6].
- « 1 tête de M. le maréchal de Villars » par Adrien Le Prieur pour 12 livres (1705)[7].
- « Autre du même » par Prieur pour 12 livres (1705)[7].
- « 1 teste du maréchal de Villars » par Bailleul pour 10 livres (1706)[8].
- « 1 habit du Marl de Vilars [sic] » par Bailleul pour 9 livres (1706)[9].
- « L’habit d’un buste de M. de Villars » par Monmorency pour 15 livres (1706)[10].
- « 1 [copie] de M. le maréchal de Villars pour [la ville de] Strasbourg » pour 75 livres (1707)[11].
- « 1 dessein de M. de Villars » par Monmorency pour 6 livres (1707)[12].
- « 1 [copie] de M. le maréchal de Villars par son secrétaire » pour 250 livres (1708)[13].
- « 1 [copie] de M. de Villars en grand » par Adrien Le Prieur pour 70 livres (1708)[14].
- « L’ordre de la Toison d’or au portrait du Marl de Villars » par Charles Sevin de La Penaye pour 3 livres (1715)[15].

## Œuvres en rapport

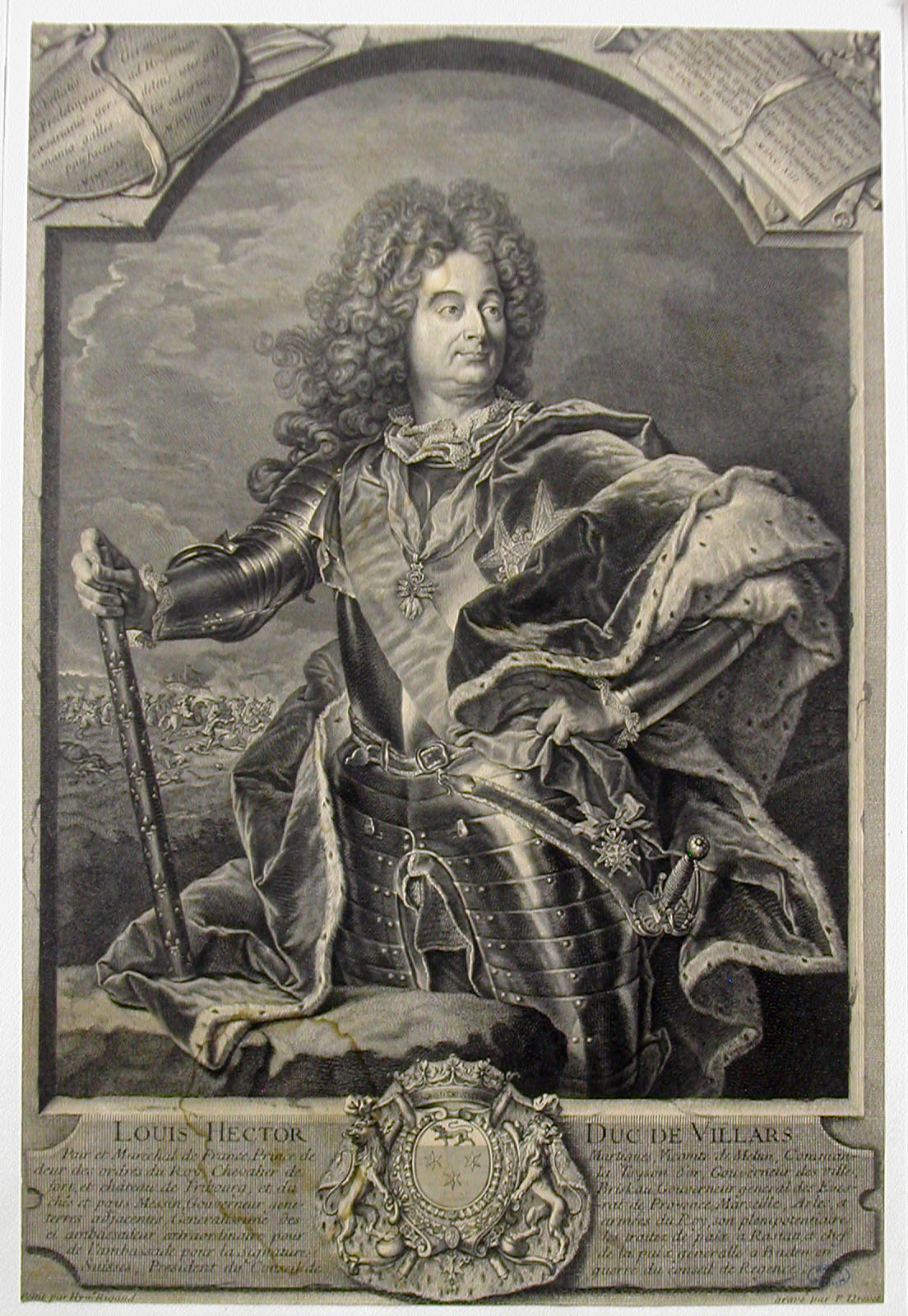
Le maréchal de Villas par Pierre Drevet d'après Rigaud - 1714

- Huile sur toile. H. 147 ; L. 129. Marseille, musée des Beaux-arts. Inv. BA. 217. Version donnée comme copie d’après l’original conservé dans la collection du marquis de Sinéty. Les Sinety étaient devenus héritiers des Céreste-Brancas, et auparavant des Brancas, premiers ducs de Villars puisque la fille d'Honoré-Armand de Villars, mourut religieuse sans descendant mâle. Cat. Auquier (n° 498) ; cat. Dassy (n° 27) ; cat. Bouillon-Landais (n° 185) ; premiers fonds des objets recueillis après 1789 ; en dépôt depuis 1963 à la Préfecture.
- Huile sur toile, collection du marquis de Vogüé (l’original selon Roman).
- Huile sur toile (d’après Rigaud). H. 120 ; L. 98. Château de Paulhac.
- Huile sur toile en buste d’après Rigaud. H. 63 ; L. 52. Versailles, musée national du château. Inv. 7555, MV2958, LP 4033. Avec inscription : C. L. H. Ml. Duc de Villars. 1714 (don de l’Académie française ; en dépôt à Paris, Institut de France)[16].
- Huile sur toile en buste d’après Rigaud. H. 89 ; L. 71. Versailles, musée national du château. Inv. 7554, MV 3671, LP 1714. Achat de M. Guitton pour Versailles en 1835)[17].
- Huile sur toile. H. 145 ; L. 113. Ancienne collection du vicomte René des Courtis au château de la Valette (Vienne). Exposé à l’exposition Internationale de Bruxelles en 1935 (n° 970) avec son pendant féminin attribué à Rigaud également (assise de face, le bras gauche accoudé, son bras droit s’appuie sur l’épaule de son fils aîné). Huile sur toile. H. 145 ; L. 113 (peint vers 1712). Le portrait a appartenu à la sœur du maréchal, Thérèse de Villars, qui épousa Jean-Baptiste de Fretat (mort le 7 novembre 1709, marquis de Boissieux ; passé par testament, en 1748, à Vital de Combres, seigneur de Bressoles de Chaminades, dont la fille, Jeanne-Marie-Dorothée de Combres de Bressoles, épousa, en 1756, Charles-Paul-Nicolas de Barentin de Montchal (1737-1824), ancêtre du possesseur actuel. Ces deux tableaux sont passés en vente Paris, Hôtel Drouot, 15 décembre 1942, lots 65 et 66 ; Paris, Galerie Charpentier, 8 décembre 1954, lots 83 et 84.
- Huile sur toile d’après Rigaud. H. 132,1 ; L. 101,6. Vente Londres, Christie’s, 22 juin 1999, lot. 634. Parmi les bonnes répétitions de l’original.
- Huile sur toile d’après Rigaud (en buste). H. 81 ; L. 70. Leipzig, Kunstsammlungen der Universität. Inv. n° 1951-246[18].
- Huile sur toile ovale d’après Rigaud (buste). Collection privée AS de Ginestel H.73,5 ; L.59. Vente Versailles Enchères (Perrin-Royère-Lajeunesse), 28 novembre 2004, lot. 59.
- Huile sur toile d’après Rigaud. Denain, musée.
- Huile sur toile en buste d’après Rigaud. H. 82 ; L. 65. Ancienne collection du Comte Josserand de Saint Priest d'Urgel et provenant de l’hôtel de Monnery à Avignon. Sa vente, hôtel des ventes d’Avignon (Me Armengau), 29 novembre 2008, lot. 51 (vendu contre 2 400 euros).
- Huile sur toile d’après Rigaud. Possible riccordo. Paris, ministère de l’intérieur. Anciennement à l’ambassade de France à Stockholm. Légué par Gunnar W. Lundberg à une date inconnue selon un document manuscrit qui nous a été signalé par l’ambassade.
- Huile sur toile d’après et dérivée de Rigaud par Jean-Pierre Franque. H. 214 ; L. 140. Versailles, musée national du château. Inv. 4572, MV1057, LP 703. Commandé pour Versailles en 1833. En dépôt à l’hôtel du gouvernement militaire de Strasbourg[19].
- Huile sur toile d’après Rigaud par Jean-Pierre Franque, diamètre 37 cm, agrandi de motifs décoratifs peints par Jean Alaux. Versailles, musée national du château. Inv. 4614 1, MV8248 B, LP 4219. H. 48 ; L. 57,8. Commandé pour Versailles en 1839[20].
- Portrait présumé du maréchal de Villars. Huile sur toile. H. 81 ; L. 65. Collection Charles Maniez. Sa vente, Paris, 2 décembre 1918.
- Roman signalait une version réduite à la tête chez le comte de Nugent au château des Mesnuls ; demeure ayant appartenu au maréchal de 1731 à 1739, par héritage de sa femme.

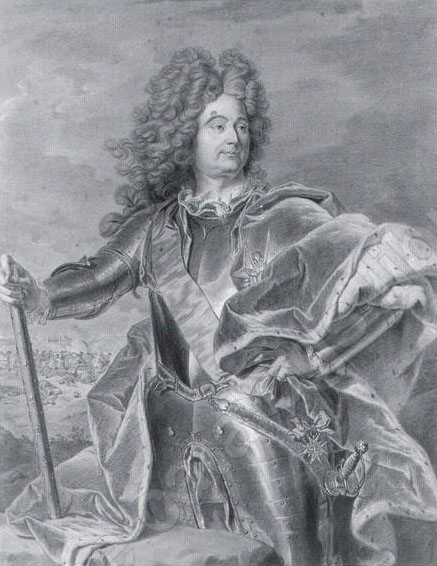
Le maréchal de Villars - dessin (v. 1707)

- Pierre noire, rehauts de blanc sur papier bleu, traces de mise au carreau. H. 36 ; L. 27,5. Non localisé. Vente, Paris, Hôtel Drouot (Tajan), 3 avril 1998, lot 189, repr.
- Gravé par Jean Langlois en 1708.
- Gravé par Rochefort en 1712.
- Gravé par Pierre Drevet en 1714 selon Huslt, à l’identique de la toile et dans le même sens. H. 52,6 ; L. 36. Villars est représenté jusqu’aux genoux, devant un fond de bataille, tenant le bâton de maréchal de France. L’ensemble de la composition est prise dans un cadre de pierre cintré dans sa partie supérieure, « chargé de trophées et d’inscriptions, etc. ajouté par le graveur sur un dessin d’une main étrangère. » Dans le trophée, en haut, à gauche : De bellatis / ad Fredelingam // caesarianis ger – maniagallis / patefacta. / MDCCII / Germanis / ad Hocstetum /deletis ister gal - lis adsertus / MDCCIII. Dans celui de droite : Perrupto / dononiensi vallo Landreci / um liberatum dua / cum querectum [sic] Bu / chemium cum trigen / ta millia hostium in / fidem victoris deditis / MDCCXII. / Landavia & / Friburgo expu / gnatis hostes ad / pacem adacti pax / que victricibus / d’extris obsignata. MCCXIII. En bas, de part et d’autre d’une composition aux armes : LOUIS HECTOR - DUC DE VILLARS / Pair et maréchal de France, prince de - Martigues, vicomte de Meulun, comman= / deur des ordres du Roy, chevalier de - La Toyson d’or, gouverneur des villes, / fort et château de Fribourg et du - Briskau, gouverneur général des Eves= / ché et pays Messin, gouverneur géné - ral de Provence, Marseille, Arles et / terres adjascentes, Généralissime des - armées du roi, son plénipotentiaire / et ambassadeur extraor-dinaire, pour - les traités de paix à Raustau, et chef / de l’ambassade pour la signature - de la paix généralle à Baden en / Suisse, président du conseil de - guerre du Conseil de Régence. Au-dessous, dans la gravure : à gauche : Peint par Hyae. Rigaud ; à droite : gravé par P. Dr.evet. Quatre états connus[21].
- Gravé par Étienne Jehandier Desrochers sans date.
- Gravé par Andréas Reinhard vers 1720, en buste dans une composition cintrée. H. 28,5 ; L. 18,7. Avec la lettre suivante : Hyacint Rigaud pinx. – A. Reinard sc.
- Gravé par Johann Georg Friedrich Schmidt en buste à droite, après 1734 et pour le fond Odieuvre. Sur le socle, de part et d’autre de l’ovale : ""Hte Rigaud pinx. – G. F. Schmidt sculp.. Dans le socle : LOUIS HECTOR DUC DE VILLARS / Maréchal Gal des Camps et Armées / du Roi.
- Gravé par Marcenay, en buste, en 1773.
- Buste en moulage plâtre d'Antoine Coysevox (1640-1720) présenté au Château-fort de sedan.